# Marvel's Blade
Marvel's Blade — майбутня відеогра в жанрі пригодницького бойовика, що розробляється Arkane Lyon і буде випущена Bethesda Softworks. Marvel's Blade буде заснована на персонажі коміксів американського видавництва Marvel Comics, на ім'я Блейд. Історія розповідає про мисливця на вампірів Еріка Брукса, який намагається запобігти вторгненню вампірів у Париж, Франція, борючись зі своїм походженням як серед живих, так і серед мертвих.
Гра була анонсована у грудні 2023 року на The Game Awards 2023, до того часу розпочавши ранню розробку. Її очолюють Дінґа Бакаба та Себастьєн Міттон, останній з яких також виконує обов'язки художника-постановника гри.

## Синопсис

### Головний герой і сетинг
Ерік Брукс, дампір, який провів своє життя як «Денний Блукач», мисливець на вампірів та інших нічних створінь, борючись зі своєю подвійною спадщиною — теплом людського суспільства та жагою крові неживих. Сюжет гри переносить його до карантинної зони в центрі Парижа, Франція, де з'явилося збіговисько вампірів, які тероризують місто вночі, змушуючи мирних жителів ховатися у своїх будинках до сходу сонця.

## Ігровий процес
Marvel's Blade — це пригодницький бойовик з видом від третьої особи, що являє собою відхід від попередніх ігор, розроблених Arkane Lyon, в яких зазвичай гра велася від першої особи.

## Розробка
Додаткова ліцензійна гра від Bethesda Softworks згадувалася у внутрішніх документах дорожньої карти видавця як запланована на 2024 фінансовий рік, що закінчується 30 вересня 2024 року. Про це стало відомо зі слухань у Федеральній торговій комісії (ФТК) щодо придбання Activision Blizzard компанією Microsoft у серпні 2023 року, і цей термін передував придбанню Microsoft материнської компанії Bethesda ZeniMax Media у березні 2021 року, яка об'єднала студії розробників Bethesda у складі Xbox Game Studios до реструктуризації як дочірньої компанії Microsoft Gaming. На той час Bethesda вже була обрана Disney для видання гри про Індіану Джонса, розробленої MachineGames за ліцензією Lucasfilm Games.
Marvel's Blade була анонсована кінематографічним трейлером під час церемонії The Game Awards 2023 8 грудня 2023 року як спільна гра Marvel Games, Bethesda Softworks та Arkane Lyon, французької філії Arkane Studios, відомої своєю роботою над серією Dishonored та Deathloop (2021). Анонс супроводжувався інтерв'ю між ведучим церемонії The Game Awards Джеффом Кілі, режисером гри Дінґою Бабкою та віцепрезидентом Marvel Games Біллом Роземанном. Бабка, який повертається до режисерських обов'язків у грі Deathloop, розповів про персонажа Блейда та резонанс, який він викликав, як людина, яка також поділяє його змішане походження, а також про те, що він був радий розмістити персонажа в його рідному місті Парижі як місця дії гри, заявивши, що вважає можливість студії інтерпретувати матеріал по-своєму своєю мрією, а також «викликом, який наша команда приймає з пристрастю». Співавтор і креативний директор Себастьєн Міттон зазначив, що робота над таким персонажем, як Блейд, дала можливість підштовхнути художній напрям Arkane до більш сучасних відчуттів, тоді як Розманн назвав «їхню особисту пристрасть і сміливе бачення нашого напівлюдини-напіввампіра-іконоборця» причиною того, що вони були обрані для розробки гри.